# Український Далекосхідній Секретаріат
Український далекосхідній секретаріат — виконавчий орган Української далекосхідної крайової ради в 1918–1922 роках. Замінив собою Тимчасовий далекосхідній український крайовий комітет, та взяв на себе всі його функції. Був головним політичним органом українства Зеленого клину у 1918—1922 роках.